# Giovanni Ferretti (filosofo)
Giovanni Ferretti (Brusasco, 26 luglio 1933) è un filosofo, storico della filosofia e teologo italiano, professore ordinario di filosofia teoretica dal 1976, e direttore del Dipartimento di filosofia e scienze umane dell’Università degli studi di Macerata dal 1999, nonché Professore emerito di Filosofia dell'Università degli Studi di Macerata (Italia), dove ha insegnato come professore ordinario Filosofia teoretica dal 1976 al 2008 e di cui è stato per sei anni Preside della Facoltà di Lettere e filosofia (1979-1985) e per sei anni Rettore (1985-1991). È stato, fra l’altro, Direttore dell’Istituto di filosofia (1979-85), Direttore del Dipartimento di filosofia e scienze umane (1999-2002), Direttore del Corso di dottorato in Filosofia e teorie delle scienze umane (1999-2008)..

## Biografia
Ordinato presbitero per la chiesa di Torino nel 1957, si è laureato in filosofia all’Università Cattolica del Sacro Cuore di Milano nel febbraio del 1962 e nello stesso anno, in ottobre, si è licenziato in teologia presso l’allora Facoltà teologica della diocesi milanese in Venegono (VA). Ha insegnato inizialmente filosofia nel seminario di Torino (1962-1968) e nella Facoltà teologica dell'Italia settentrionale, sede centrale di Milano (1968-1976) e sede di Torino (1968-1985).
È stato tra i soci fondatori dell’Associazione Teologica Italiana (ATI, 1967) e dell’Associazione Docenti Italiani di Filosofia (ADIF, 1967).
È stato tra i fondatori della rivista “Filosofia e teologia” (1987), e fa parte della sua direzione dall’inizio.
È stato tra i fondatori del “Centro studi filosofico-religiosi Luigi Pareyson” (1995), di cui è stato il primo Presidente (1995-1998) e del cui comitato scientifico e consiglio di amministrazione fa parte. Dal 1995 fa parte del Comitato direttivo dell’«Annuario filosofico», pubblicato a cura dello stesso Centro.
Dal 2011 al 2017 è stato presidente del Centro Studi filosofici di Gallarate, del cui comitato scientifico e consiglio di amministrazione fa parte.
Dal 2015 è Rettore della chiesa di San Lorenzo in Torino.
Si è occupato prevalentemente di filosofia contemporanea, filosofia della religione, dei rapporti tra filosofia e teologia e di ermeneutica del cristianesimo.

## Pubblicazioni principali
- Max Scheler. I. Fenomenologia e antropologia personalistica, Vita e Pensiero, Milano 1972;
- Max Scheler. II. Filosofia della religione, Vita e Pensiero, Milano 1972;
- Introduzione alla teologia contemporanea. Profilo storico e antologia (in con F. Ardusso, A. Pastore Perone, U. Perone), SEI, Torino 1972, 2ª ed. ampliata e rinnovata collaborazione con il titolo La teologia contemporanea. Introduzione e brani antologici, Marietti, Torino 1980;
- Storia del pensiero filosofico (in collaborazione con Ugo Perone, A. Pastore Perone, C. Ciancio), 3 voll., SEI, Torino 1975;
- Filosofia della religione, in Dizionario Teologico Interdisciplinare, vol. I, Marietti, Torino 1977, pp. 151–181;
- Filosofia e pedagogia. Profilo storico e analisi delle istituzioni educative (in collaborazione con B. Bellerate, C. Ciancio, A. Perone, U. Perone), voll. 3, SEI, Torino 1978;
- In lotta con l'angelo. La filosofia degli ultimi due secoli di fronte al Cristianesimo, SEI, Torino 1989 (in collaborazione con U. Perone, A. Pastore Perone, C. Ciancio, Maurizio Pagano);
- Filosofia: i testi, la storia (in collaborazione con C. Ciancio, U. Perone, A. Pastore), SEI, Torino 1991;
- Soggettività, intersoggettività, alterità. In dialogo con Husserl e Levinas, I, Le meditazioni cartesiane di Husserl (Quaderni di ricerca e didattica, VI), Dipartimento di filosofia e scienze umane, Università di Macerata, Macerata 1993;
- Soggettività, intersoggettività, alterità. In dialogo con Husserl e Levinas, II, Totalità e infinito di Emmanuel Levinas (Quaderni di ricerca e didattica, VIII), Dipartimento di Filosofia e Scienze umane, Università di Macerata, Macerata 1993;
- Alterità e trascendenza. Introduzione e commento ad Altrimenti che essere di E. Levinas (Quaderni di ricerca e didattica, XI), Dipartimento di Filosofia e Scienze Umane, Università di Macerata, Macerata 1994;
- Ontologia e teologia in Kant. Con commentari di testi kantiani (Quaderni di ricerca e didattica, XIV), Dipartimento di Filosofia e Scienze Umane, Università di Macerata, Macerata 1995;
- La filosofia di Levinas. Alterità e trascendenza, Rosenberg & Sellier, Torino 1996;2ª ed. ivi 2010.
- Soggettività e intersoggettività. Le Meditazioni cartesiane di Husserl, Rosenberg & Sellier, Torino 1997;
- Ontologia e teologia in Kant, Rosenberg & Sellier, Torino 1997 (tradotta in francese come Ontologie et Theologie chez Kant, Cerf, Paris 2001).
- Filosofia e teologia cristiana, 2 voll., Napoli 2002.
- Essere cristiani oggi. Il “nostro” cristianesimo nel moderno mondo secolare, Elledici, Leumann (Torino), 2011.
- Il grande compito. Tradurre la fede nello spazio pubblico secolare, Cittadella, Assisi 2013.
- La trascendenza dell’amore. Saggi su Max Scheler, Mimesis, Milano-Udine 2014.
- Emmaneul Levinas. Un profilo e quattro temi teologici, Queriniana, Brescia 2016.
- Spiritualità cristiana nel mondo moderno. Per un superamento della mentalità sacrificale, Cittadella, Assisi 2016.
- Il criterio misericordia. Sfide per la teologia e la prassi della Chiesa, Queriniana, Brescia 2017.
- Volti d’Altri, tra finito e infinito. In dialogo con filosofi e teologi italiani, Mimesis, Milano – Udine 2020.